# Pardomuan Nainggolan
Pardomuan Nainggolan is een bestuurslaag in het regentschap Tapanuli Utara van de provincie Noord-Sumatra, Indonesië. Pardomuan Nainggolan telt 995 inwoners (volkstelling 2010).